# Käbi Laretei
Käbi Alma Laretei (née le 14 juillet 1922 à Tartu en Estonie et morte le 31 octobre 2014 à Stockholm) est une pianiste et compositrice estonienne et suédoise.

## Biographie
Käbi Alma Laretei naît le 14 juillet 1922 à Tartu, en Estonie. Son père est un diplomate travaillant pour la république d'Estonie. Quand l'URSS envahit le pays, lui et sa famille immigrent vers la Suède. Elle a pour professeur de piano Maria-Luisa Strub-Moresco, qui aura une influence non négligeable sur les choix artistiques d'Ingmar Bergman, le futur mari de Käbi Alma Laretei. Cette dernière a une carrière de pianiste renommée dans les années 1960. Elle joue  salle comble au Royaume-Uni, en Suède, en Allemagne de l'Ouest, et aux États-Unis, notamment au Carnegie Hall.
De 1950 à 1959, Käbi Laretei est mariée à Gunnar Staern, avec qui elle a une fille, Linda (née en 1955). Elle est également connue pour son mariage et ses collaborations professionnelles avec Ingmar Bergman. Elle le rencontre à la fin des années 1950, et ils se marient en 1959. Elle est sa quatrième épouse. Elle fait découvrir à Bergman de nombreux genres musicaux. Cette influence musicale qu'elle exerce sur lui se ressent par la suite dans l’œuvre filmique de Bergman. Ils divorcent en 1969, n'étant plus ensemble depuis 1966. Son film de 1961 À travers le miroir est dédié à Käbi Laretei. Ils ont un fils, Daniel Bergman (né en 1962), qui est comme son père réalisateur.
En outre, Käbi Laretei travaille au cours de sa carrière avec Igor Stravinsky et de Paul Hindemith.
Elle continue à se produire en concert, et est consultée pour la musique des films de son ancien mari. Elle joue d'ailleurs du piano dans une scène de Fanny et Alexandre. Elle enregistre aussi des morceaux au piano pour les bandes originales de certains films de Bergman, tels que Sonate d'automne et La Flûte enchantée.
Elle est aussi connue pour les différents programmes qu'elle a animés à la télévision suédoise, dès les années 1970, par exemple En bit jord (1976). Elle publie aussi un certain nombre d'ouvrages sur sa vie, et sur la musique. Le dernier, paru en 2004, s'intitule Såsom i en översättning. Elle a aussi fait l'objet de nombreux documentaires télévisés et filmiques.
En 1998, elle est nommée à l'ordre du Blason national d'Estonie, 3e classe.
Elle meurt le 31 octobre 2014, à 92 ans, à Stockholm,,.

## Publications
- Vem spelar jag för? (1970)
- En bit jord (1976)
- Tulpanträdet (1983)
- Virvlar och spår (1987)
- En förlorad klang (1991)
- Kaukana koti läheinen: Muistoja (1996)
- Såsom i en översättning (2004)